# François-Joseph Fétis
François-Joseph Fétis (Mons, 1784. március 25. – Brüsszel, 1871. március 26.) vallon zenetudós, zeneszerző és iskolaigazgató.

## Élete
Orgonista fiaként született. Zongorázni és hegedülni tanult, hétévesen már komponált, kilencéves korában templomban orgonált. A párizsi Conservatioire-on Boieldieu-nél zongorát és Reyernél összhangzattant tanult 1813-ig. 
1806-ban feleségül vette Pierre-François-Joseph Robert jogász-politikusnak, Danton titkárának és a vallon arisztokrata családból származó Louise-Félicité de Kéralio írónő-műfordítónak a lányát, majd a pár az Ardennekbe vonult vissza, ahol Fétis zenetörténeti kutatásokat folytatott. Ekkor kezdte el írni monumentális zenei „lexikonát”, a Biographie universelle des musiciens et bibliographie générale de la musique-ot, a történelmi információk és anekdoták igazi kincsestárát, amely csak 1835 és 1844 között jelent meg Párizsban, nyolc kötetben.
1813-ban először orgonistának nevezték ki a douai-i Szent Péter-templomba, majd a helyi iskola zenetanárának is. Ezekben az években összeállított egy módszertant az ének és egyet a harmónia oktatására.
1821-ben zeneszerzéstanárként tért vissza a Conservatoire-ba. 1827-ben ugyanitt könyvtárossá nevezték ki. Ebben az évben megalapította a Revue musicale című folyóiratot, az első komoly francia zenei periodikát. A lap 1835-ben összeolvadt a Gazette musicale-lal. Ugyanakkor együttműködött olyan újságokkal, mint a Temps és a National.
1833-tól I. Lipót kívánságára a brüsszeli konzervatórium igazgatója volt. Utódja Françoise-Auguste Gevaert lett. Ugyanakkor a belga királyi kápolna zenei vezetőjének tisztjét is ellátta. 1844-ben egy összhangzattana jelent meg a francia fővárosban. 
1866-ban meghalt a felesége. Fétis visszavonult a brüsszeli társasági élettől, és lemondott a királyi udvarban betöltött tisztségéről. 1869 és ’76 között jelent meg – szintén Párizsban – ötkötetes zenetörténete, az Historie générale de la musique. 
Komponált két- és négykezest zongorára; szonátát hegedűre; szimfóniát; szimfonikus fantáziát szimfonikus zenekar számára; koncertnyitányt; rekviemet; románcokat; nyolc operát. Az e-moll hangnemű Aria di Chiesát egyes zenetudósok neki tulajdonítják, a többség azonban Alessandro Stradellának (mások meg Louis Niedermeyernek). Több, mások neve alatt komponált műve is megjelent.
Tanítványai között volt Luigi Agnesi, Jean-Delphin Alard, Juan Crisóstomo de Arriaga, Louise Bertin, Guillermo Morphy, William Cusins, Julius Eichberg, Ferdinand Hérold, Frantz Jehin-Prume, Jacques-Nicolas Lemmens, Adolphe Samuel és Charles-Marie Widor.

## Fordítás
Ez a szócikk részben vagy egészben  a   François-Joseph Fétis című olasz Wikipédia-szócikk ezen változatának fordításán alapul.  Az eredeti cikk szerkesztőit annak laptörténete sorolja fel. Ez a jelzés csupán a megfogalmazás eredetét és a szerzői jogokat jelzi, nem szolgál a cikkben szereplő információk forrásmegjelöléseként.